# Tääksi
Tääksi är en by i Estland. Den ligger i Suure-Jaani kommun i landskapet Viljandimaa, 110 km söder om huvudstaden Tallinn. Tääksi ligger 54 meter över havet och antalet invånare är 122.
Runt Tääksi är det glesbefolkat, med 13 invånare per kvadratkilometer. Närmaste större samhälle är Viljandi, 17 km söder om Tääksi. Omgivningarna runt Tääksi är en mosaik av jordbruksmark och naturlig växtlighet.